# いすゞユーマックス
株式会社いすゞユーマックスは、神奈川県横浜市に本社を置く企業。中古トラック売買（インターネットによる中古トラック売買斡旋）事業を行っている。いすゞ自動車と伊藤忠商事の子会社である。

## 沿革
- 1986年（昭和61年）2月 - 当社前身のいすゞ中古自動車販売株式会社を設立。
- 1999年（平成11年）9月 - 株式会社いすゞユーマックスを設立。
- 2007年（平成19年）2月 -  いすゞネットワーク株式会社（現・いすゞ自動車販売）の完全子会社となる。
- 2022年（令和4年）5月 - 本社を東京都品川区南大井から神奈川県横浜市西区の横濱ゲートタワーに移転。

## 事業所
- 本社 - 横浜市西区高島1-2-5 横濱ゲートタワー10階
  - ユーマックス東京営業部 - 千葉県印西市牧の台3-1-2
- ユーマックス神奈川営業部 - 神奈川県綾瀬市小園1001-1
- ユーマックス神戸営業部 - 神戸市灘区摩耶埠頭1-11
- ユーマックス大阪営業部 - 大阪市此花区北港白津1-11-57
- 東京会場 - 千葉県印西市牧の台3-1-1
- 神戸会場 - 神戸市灘区味泥町2-48
- 九州会場 - 福岡県古賀市青柳字馬渡808